# 202373 Ubuntu
202373 Ubuntu è un asteroide della fascia principale. Scoperto nel 2005, presenta un'orbita caratterizzata da un semiasse maggiore pari a 3,0209553 UA e da un'eccentricità di 0,0400598, inclinata di 1,19745° rispetto all'eclittica.
L'asteroide è dedicato all'omonimo principio etico diffuso nell'Africa sub-sahariana.